# 警察官の心臓
『警察官の心臓』（けいさつかんのしんぞう）は、増田俊也の長編小説。

## 概要
増田俊也が初めて警察を舞台に描いた警察小説。単行本で544ページの長編。

## ストーリー
2011年7月。3・11の東日本大震災から４カ月。愛知県岡崎市で高齢女性の遺体が溜池から引き揚げられた。背部に47カ所の刺創がある滅多刺し状態だった。殺人事件と断定され、岡崎署に特別捜査本部が立ち上げられた。
事件は彼女が76歳の高齢でありながら現役の風俗嬢であること、東大卒の元女子アナウンサーであったことがわかり、マスコミの好餌となった。彼女が住む長屋は家賃わずか1000円で、畳は腐っていた。
愛知県警捜査一課のエース刑事湯口健次郎は、岡崎署生活安全課保安係長の蜘蛛手洋平と組んで捜査にあたっていく。２人は何かと意見が対立してぶつかるが、やがて事件の裏に巣食う大きな闇へと近づいていく。

## 主要登場人物
湯口健次郎
愛知県警察本部の捜査一課刑事。係長。警部補。35歳。早稲田大学野球部出身の元アスリート。喧嘩っ早いが、捜査一課では仕事ができると評価されている。
蜘蛛手洋平
岡崎警察署生活安全課保安係長。警部補。50歳代前半。元々は盗犯刑事だったらしいが、昇任異動で数年前に岡崎署に赴任。やる気がなさそうに見えるが実はかつて県警内に名を轟かせた実力者。
土屋鮎子
今回の殺人事件の被害者。76歳。岐阜県立関高校を卒業後、東京大学文学部卒。そして名古屋市内のテレビ局アナウンサーに。30代で寿退社したあと、人生が流転しはじめる。